# Ля Саль Пьедефер, Адриан-Николя де
Адриан-Николя Пьедефер маркиз де ля Саль (1735—1818) — французский писатель и офицер кавалерии, участвовал в Семилетней войне. Писал комедии и либретто. Был братом-масоном Бенджамина Франклина в ложе «Les Neuf Sœurs».

## Вехи
Он был назначен маршалом лагеря в 1791 году. На следующий год он был назначен губернатором западной провинции Сан-Доминго (ныне Гаити), и два раза назначался генерал-губернатором. Впоследствии он был бригадным генералом.
В спокойные моменты своей жизни он написал успешную комедию в стихах, в трех действиях, L’oncle et les tantes («Дядя и тёти»), которая была переиздана в 1786 году. Ранее он поставил либретто и две одноактных оперы, для которых музыка была написана Франсуа-Жозефом Госсеком. Одна из них, Le périgourdin («Человек из Перигора») была интермедией, с междуактными интермеццо, которая была представлена в частном театре принца де Конти в замке Шантильи, 7 июня 1761 года. Его одноактная пасторальная комедия Les Pecheurs («Рыбаки») был представлена парижской публике в Комеди-Итальяно, 23 апреля 1766 года и повторно 7 июля того же года. Его перевод английского романа История Люси Уэллерс, «Мисс Смайтис Колчестера» был напечатан в Гааге в 1766 году.
Маркиз де ля Саль был членом двух масонских лож в Париже — «Saint Jean d’Écosse du Contrat social» и «Les Neuf Sœurs» (1778—1785), где ему удалось увидеть Бенджамина Франклина досточтимым мастером этой ложи в 1781 году.

## Публикации
Mémoire justificatif pour le marquis de la Salle были напечатаны в 1789 году.

## Замок Пьедефер
Замок Пьедефер, Вири-Шатильон, Эссон, недалеко от Сены, к югу от Парижа, традиционно приписывается Шарлю Перро, был весьма известным в конце XVII века, сводчатый грот которого инкрустирован золотом и отделан в нишах, и оранжерее, где имеется указание, что он является историческим памятником с 1983 года. В архитектуру замка с семнадцатого века были внесены изменения в восемнадцатом веке — в пол и фонтан, в девятнадцатом веке — в лесистый ландшафт парка.